# Masonetta
Masonetta floridana es una especie de araña araneomorfa de la familia Linyphiidae. Es el único miembro del género monotípico Masonetta.

## Distribución
Es un endemismo de Estados Unidos donde se encuentra en Florida y Georgia.